# 布里渊区

(a) 方晶格 和 (b) 六方晶格的倒晶格(倒易点阵)和對應的第一布里渊區。

在数学和固体物理学中，第一布里渊区（Brillouin zone）是动量空间中晶体倒晶格(倒易点阵)的原胞。第一布里渊区在几何上与布拉菲点阵中的维格纳-赛兹原胞类似。布里渊区的重要性在于：具有晶格平移对称性的介质中的所有布洛赫波能在此描述中完全确定。
在倒晶格空间中，作某一个阵点与其所有相邻阵点的垂直平分面，这些平面包围的空间就是包含前述阵点的第一布里渊区；亦可等价地定义为：在k空间（即波矢空间或倒易空间）中，从原点出发，不穿越任何布拉格衍射面所能到达的点的集合，就是第一布里渊区。
在上述定义中，若作的是某阵点和它所有次近邻阵点的垂直平分面，则得到的是第二布里渊区；若作的是某阵点和它次次近邻阵点的垂直平分面，则得到的是第三布里渊区，依此类推。但高阶布里渊区用得很少，因此“布里渊区”常常仅指“第一布里渊区”。
本概念最早由法国物理学家莱昂·布里渊提出。